# Sam Sparro
Sam Falson (Sydney, 8 november 1982), beter bekend onder zijn artiestennaam Sam Sparro, is een Australische singer-songwriter, muziekproducent en voormalig jeugdacteur. Zijn artiestennaam komt van een Australische radiomascotte, Sammy Sparrow.

## Biografie
Sparro's zangtalent werd ontdekt nadat hij als tienjarige met zijn familie was verhuisd naar Los Angeles. Zijn vader had daar een contract getekend en was een soulalbum aan het opnemen.
Sparro's eerste rolletje als jeugdacteur was in een reclamefilm voor McDonald's.
In 2008 bracht Sam Sparro zijn debuutalbum uit, simpelweg Sam Sparro genaamd. De hiervan afkomstige single Black and gold werd een succes in diverse landen, waaronder Australië, het Verenigd Koninkrijk, Denemarken en Vlaanderen. In 2012 verscheen zijn tweede album Return to paradise. Deze plaat verkocht internationaal gezien minder goed, maar leverde Sparro wel de hit Happiness op, dat vooral in België een groot succes was. De single stond zeven weken op nummer 1 in de Vlaamse Ultratop 50 en acht weken in Wallonië.
Hierna verdween Sparro naar de achtergrond. Wel bracht hij nog enkele mixtapes en ep's uit.

## Discografie

### Albums
| Album met eventuele hitnotering(en) in de Nederlandse Album Top 100 | Datum van verschijnen | Datum van binnenkomst | Hoogste positie | Aantal weken | Opmerkingen |
| ------------------------------------------------------------------- | --------------------- | --------------------- | --------------- | ------------ | ----------- |
| Return to Paradise                                                  | 08-06-2012            | 09-06-2012            | 80              | 1            |             |

| Album met hitnotering(en) in de Vlaamse Ultratop 200 albums | Datum van verschijnen | Datum van binnenkomst | Hoogste positie | Aantal weken | Opmerkingen |
| ----------------------------------------------------------- | --------------------- | --------------------- | --------------- | ------------ | ----------- |
| Sam Sparro                                                  | 23-05-2008            | 28-06-2008            | 94              | 2            |             |
| Return to Paradise                                          | 2012                  | 16-06-2012            | 35              | 18           |             |

### Singles
| Single met eventuele hitnotering(en) in de Nederlandse Top 40 | Datum van verschijnen | Datum van binnenkomst | Hoogste positie | Aantal weken | Opmerkingen                 |
| ------------------------------------------------------------- | --------------------- | --------------------- | --------------- | ------------ | --------------------------- |
| Black and Gold                                                | 23-05-2008            | 31-05-2008            | 29              | 5            | Nr. 47 in de Single Top 100 |
| Happiness                                                     | 05-03-2012            | 12-05-2012            | tip3            | -            | Nr. 70 in de Single Top 100 |

| Single met hitnotering(en) in de Vlaamse Ultratop 50 | Datum van verschijnen | Datum van binnenkomst | Hoogste positie | Aantal weken | Opmerkingen                       |
| ---------------------------------------------------- | --------------------- | --------------------- | --------------- | ------------ | --------------------------------- |
| Black and Gold                                       | 2008                  | 24-05-2008            | 15              | 15           |                                   |
| 21st Century Life                                    | 2008                  | 06-09-2008            | tip8            | -            |                                   |
| Happiness                                            | 2012                  | 05-05-2012            | 1(7wk)          | 28           | Nr. 1 in de Radio 2 Top 30 / Goud |
| The Shallow End                                      | 06-08-2012            | 25-08-2012            | tip6            | -            |                                   |
| Yellow Orange Rays                                   | 2012                  | 29-12-2012            | tip74           | -            |                                   |
| Stay in Love                                         | 2014                  | 30-08-2014            | tip58           | -            | met Plastic Plates                |
| Hands Up                                             | 2015                  | 22-08-2015            | tip37           | -            |                                   |

- Gemeinsame Normdatei: 135520541
- International Standard Name Identifier: 0000 0001 1738 0896
- Library of Congress Control Number: no2009168094
- MusicBrainz: cd71e6e9-42bb-4a1a-b5ce-17f41682b3e2
- Nationale Bibliotheek van Tsjechië: xx0081971
- Virtual International Authority File: 101541596
- WorldCat: E39PBJkHjcFQfthF48MW9TGGpP